# Markevitchielinus
Markevitchielinus is een geslacht van eenoogkreeftjes uit de familie van de Chondracanthidae. De wetenschappelijke naam van het geslacht is voor het eerst geldig gepubliceerd in 1975 door Titar.

## Soorten
- Markevitchielinus anchoratus Titar, 1975